# 双庙龙属
雙廟龍（屬名：Shuangmiaosaurus）是鳥臀目禽龍類恐龍的一屬，是種植食性恐龍，生存於晚白堊紀（阿爾比階）的中國，約1億年前。
模式種是吉氏雙廟龍（S. gilmorei），是由尤海魯、季強等中國科學家在2003年敘述、命名。屬名是以化石發現處的遼寧省北票市下府鄉的雙廟村為名；種名則是以美國古生物學家查爾斯·惠特尼·吉爾摩（Charles Whitney Gilmore）為名，他曾在中國多年進行恐龍研究。
正模標本（編號LPM 0165）是一個部分左前上頜骨、左上頜骨、淚骨、與齒骨。化石發現於孫子家灣組，最初被估計約白堊紀晚期的森諾曼階到土侖階交界，目前被認為地質年代應該較古老。
雙廟龍是種大型鳥腳類恐龍。在2010年，葛瑞格利·保羅估計其身長約7.5公尺，體重約2.5公噸。
尤海魯等人起初將雙廟龍歸為鴨嘴龍超科的基礎物種，是鴨嘴龍科的近親。在2004年，劍橋大學的大衛·諾曼（David B. Norman）認為雙廟龍是種基礎禽龍類，不屬於鴨嘴龍超科。

## 外部連結
- 禽龍類